# Can Mestres (Riudellots de la Selva)
Can Mestres és una masia de Riudellots de la Selva (Selva) inclosa a l'Inventari del Patrimoni Arquitectònic de Catalunya.

## Descripció
L'edifici és de tres naus, dues plantes i coberta de vessants a laterals amb cornisa catalana d'una filada.
La porta principal és d'arc de mig punt adovellada. Al primer pis, les dues finestres laterals són amb impostes i llinda decorada amb motiu floral. L'obertura central és d'arc conopial amb arquets, força malmesos, sobre impostes decorades també amb motius florals i un escut. De les dues finestres de la planta baixa només resta la de l'esquerra, rectangular amb llinda monolítica i motiu vegetal inscrit en un triangle, ja que l'obertura de la dreta ha estat reconvertida en porta. El paramanet és arrebossat i pintat de blanc amb sòcol a la part baixa.
L'interior conserva la volta de la planta baixa i les portes d'arc de mig punt adovellades.
Al costat dret de l'edifici original s'hi ha adossat una altra construcció moderna que és una casa independent. La part posterior de la casa té annexos destinats al bestiar i a la maquinària i eines del camp.